# Golden Gate University
Pour les articles homonymes, voir Golden Gate (homonymie) et GGU.

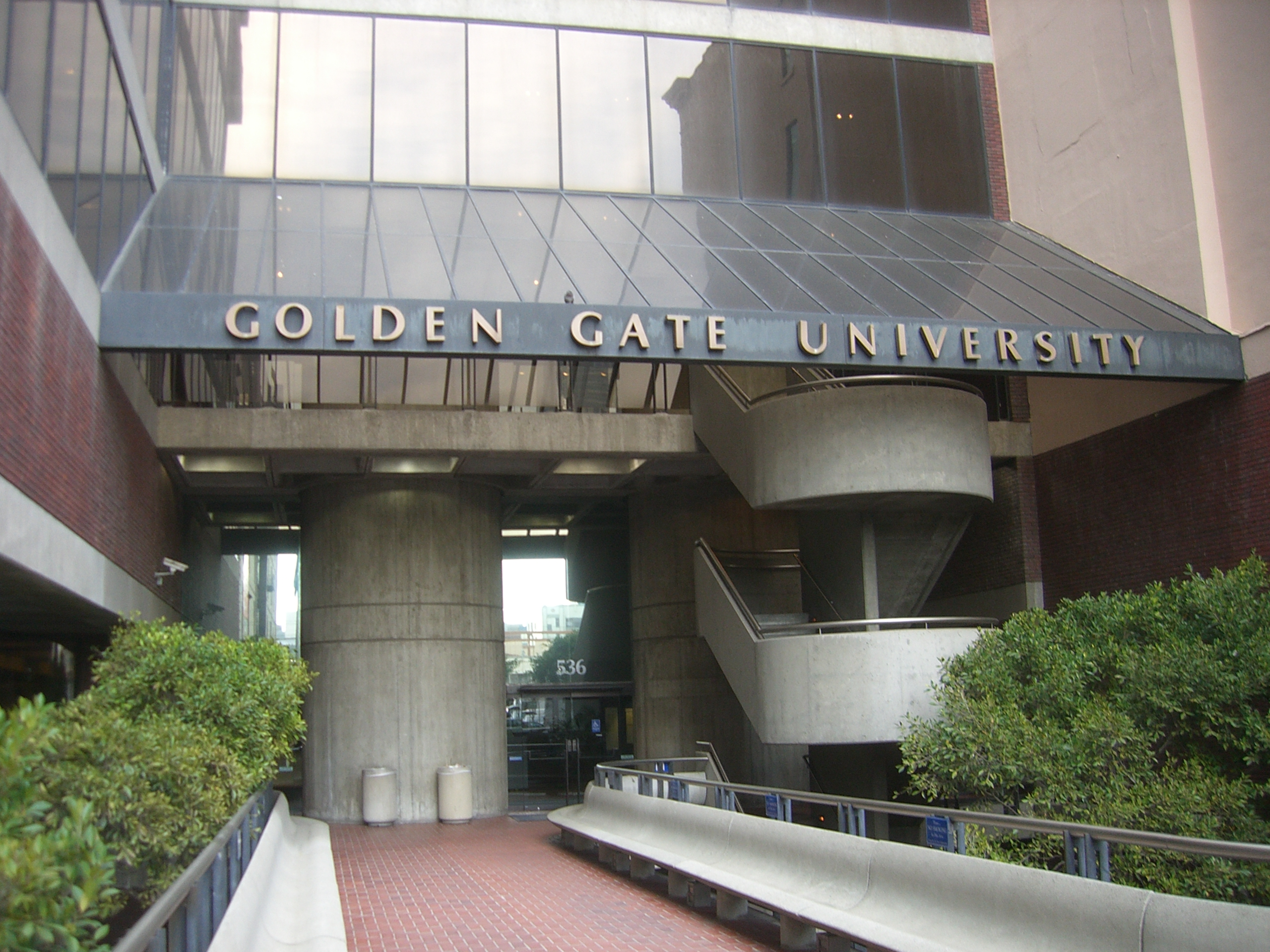
L'entrée de la Golden Gate University.

La Golden Gate University (GGU) est une université privée américaine qui se trouve dans la ville de San Francisco en Californie. Elle a été fondée en 1901 et compte 5 402 étudiants en 2007. Elle est la 5e plus grande université privée en Californie.
Le campus se trouve au 536 Mission Street.